# Angelo Zorzi
Angelo Zorzi (ur. 4 maja 1890 w Mediolanie, zm. 28 grudnia 1974 tamże) – włoski gimnastyk, dwukrotny medalista olimpijski.
Dwukrotnie reprezentował barwy Zjednoczonego Królestwa Włoch na letnich igrzyskach olimpijskich (Sztokholm 1912, Antwerpia 1920), w obu przypadkach zdobywając złote medale w wieloboju drużynowym. Oprócz tego, w 1920 r. startował również w wieloboju indywidualnym, zajmując 16. miejsce.